# Phare de Rubjerg Knude
Le phare de Rubjerg Knude (en danois : Rubjerg Knude Fyr) est un phare maritime situé sur la côte ouest du Danemark, sur la commune de Hjørring.
Le phare a été construit en 1899 mais à cause d'importantes déflations au travers les années, le phare a été fermé et n'émet plus de signaux lumineux depuis le 1er août 1968. Les bâtiments réservés au personnel furent alors transformés en musée qui dut lui aussi fermer lorsque le sable commença à les ensevelir. 
Avec la pression du sable, il était d'abord prévu que le phare tombe dans la mer autour de 2023. Cependant, le bâtiment étant une importante attraction de la région, la commune a lancé en 2018 un projet visant à le déplacer plus vers l'intérieur des terres. En octobre 2019, il a été reculé de 70 m. Le déplacement a pris 4h30, après plusieurs mois de préparation.